# Banning
Banning város az USA Kalifornia államában, Riverside megyében. Lakosainak száma 29 505 fő (2020. április 1.).

## Népesség
A település népességének változása:

| 2010 | 29 603 |
| 2020 | 29 505 |